# دریک ویت
دریک ویت (انگلیسی: Derrick White؛ زادهٔ ۲ ژوئیهٔ ۱۹۹۴) بازیکن بسکتبال اهل ایالات متحده آمریکا است.
از باشگاه‌هایی که در آن بازی کرده است می‌توان به سن آنتونیو اسپرز اشاره کرد.
وی در مسابقات کشوری و بین‌المللی در مجموع برندهٔ ۱ مدال طلا شده است.